# Królowie
Królowie – polska telenowela historyczna emitowana na antenie TVP1 w latach 2024–2025, opowiadająca o monarchii w Polsce pod panowaniem dynastii Jagiellonów, odpowiednio: Władysława III Warneńczyka i Kazimierza IV Jagiellończyka. Serial jest bezpośrednią kontynuacją Korony królów.
Seria liczy 80 odcinków, które z założenia kończą cykl seriali poświęconych władcom Polski. Telewizja Polska poinformowała, że nie zamierza produkować kolejnych odcinków. 

## Fabuła
Akcja rozpoczyna się w 1440 roku (2 miesiące po finale serialu Korona królów), kiedy 16-letni Władysław, po śmierci ojca, Władysława II Jagiełły, zostaje królem Polski i wyrusza na Węgry, by objąć tamtejszy tron. W tym samym czasie jego 13-letni brat, Kazimierz, udaje się na Litwę, aby przejąć władzę po zmarłym wielkim księciu Zygmuncie Kiejstutowiczu. Matka obu władców, królowa Zofia, przebywa w Sanoku, gdzie skupia wokół siebie opozycję wobec potężnego biskupa krakowskiego, Zbigniewa Oleśnickiego.

## Obsada

### Królowie i królowe Polski
| Aktor                | Rola                            | Opis | Seria |
| -------------------- | ------------------------------- | --- | ----- |
| Maria Pawłowska      | Królowa Matka Zofia Holszańska  | Czwarta żona Władysława II Jagiełły i matka Władysława III Warneńczyka i Kazimierza IV Jagiellończyka   | 1     |
| Krzysztof Świłpa     | Król Władysław III Warneńczyk   | Syn Władysława II Jagiełły i Zofii Holszańskiej. Król Polski i Węgier                                   | 1     |
| Wiktor Bałtaki       | Król Władysław III Warneńczyk   | Syn Władysława II Jagiełły i Zofii Holszańskiej. Król Polski i Węgier                                   | 1     |
| Michał Kaszyński     | Król Kazimierz IV Jagiellończyk | Syn Władysława II Jagiełły i Zofii Holszańskiej. Król Polski i Wielki książę litewski                   | 1     |
| Borys Bartłomiejczyk | Król Kazimierz IV Jagiellończyk | Syn Władysława II Jagiełły i Zofii Holszańskiej. Król Polski i Wielki książę litewski                   | 1     |
| Anna Paliga          | Królowa Elżbieta Rakuszanka     | Żona Kazimierza IV Jagiellończyka, matka trzynaściorga dzieci. Królowa Polski i Wielka księżna litewska | 1     |

### Rodzina królewska
| Aktor                    | Rola                                                   | Opis                                                                                              | Seria                    |
| Dynastia Giedyminowiczów | Dynastia Giedyminowiczów                               | Dynastia Giedyminowiczów                                                                          | Dynastia Giedyminowiczów |
| ------------------------ | ------------------------------------------------------ | ------------------------------------------------------------------------------------------------- | ------------------------ |
| Michał Chruściel         | Książę Świdrygiełło                                    | Syn Olgierda Giedyminowica i Julianny Twerskiej. Brat Władysława Jagiełły. Wielki książę litewski | 1                        |
| Weronika Malik           | Księżna Anna Zofia Twerska                             | Żona Świdrygiełły. Wielka księżna litewska                                                        | 1                        |
| Marek Chudziński         | Książę Michał Bolesław Zygmuntowicz zwany Michajłuszką | Syn Zygmunta Kiejstutowicza. Książę Rusi Czarnej                                                  | 1                        |
| Aleksander Spisak        | Książę Bolesław IV Warszawski                          | Syn Bolesława Januszowica i Anny Fiodorówny. Książę warszawski.                                   | 1                        |

### Urzędnicy królewscy, szlachta, rycerze oraz związani z dworem
| Aktor                            | Rola i opis                                                                                   | Seria                            |
| Urzędnicy, rycerze i ich rodziny | Urzędnicy, rycerze i ich rodziny                                                              | Urzędnicy, rycerze i ich rodziny |
| -------------------------------- | --------------------------------------------------------------------------------------------- | -------------------------------- |
| Jędrzej Jezierski                | Andrzej Tęczyński, syn Andrzeja z Tęczyna                                                     | 1                                |
| Dawid Czupryński                 | Mszczuj ze Skrzynna, rycerz Władysława Warneńczyka                                            | 1                                |
| Kacper Młynarkiewicz             | Sambor z Turzy, rycerz Władysława Warneńczyka, mąż dwórki Sofii                               | 1                                |
| Kamil Szklany                    | Jan Hińcza z Rogowa, syn podskarbiego Hińczki z Rogowa                                        | 1                                |
| Mateusz Weber                    | marszałek Jan Głowacz Oleśnicki, brat kardynała Zbigniewa Oleśnickiego                        | 1                                |
| Grzegorz Pierczyński             | Henryk Czech, medyk królewski                                                                 | 1                                |
| Wiktor Korzeniewski              | Wojciech Malski ochmistrz dworu Zofii Holszańskiej, wojewoda łęczycki                         | 1                                |
| Karol Lelek                      | Dziersław z Rytwian                                                                           | 1                                |
| Jan Jankowski                    | Jan z Czyżowa                                                                                 | 1                                |
| Michał Juraszek                  | Jan z Tęczyna                                                                                 | 1                                |
| Łukasz Zubrzycki                 | Jan z Zagórzan                                                                                | 1                                |
| Witold Wieliński                 | marszałek Piotr Ryterski                                                                      | 1                                |
| Sonia Mietielica                 | Dorota Koziegłowska, żona Jana Hińczy z Rogowa                                                | 1                                |
| Jakub Winnicki                   | Marcin z Rożnowa, najstarszy syn Zawiszy Czarnego z Garbowa                                   | 1                                |
| Dominik Nikitorowicz             | Stanisław z Rożnowa, młodszy syn Zawiszy Czarnego z Garbowa                                   | 1                                |
| Arkadiusz Cyran                  | skryba wawelski                                                                               | 1                                |
| Adam Cywka                       | alchemik Kurt                                                                                 | 1                                |
| Duchowieństwo                    |                                                                                               |                                  |
| Przemysław Stippa                | Kardynał Zbigniew Oleśnicki                                                                   | 1                                |
| Bartosz Martyna                  | Jan Długosz, polski kronikarz                                                                 | 1                                |
| Grzegorz Sierzputowski           | Prymas Węgier Dénes Szécsi                                                                    | 1                                |
| Paweł Paprocki                   | Biskup Szymon Rozgonyi                                                                        | 1                                |
| Andrzej Olejnik                  | legat papieski kardynał Giuliano Cesarini                                                     | 1                                |
| Marcin Piejaś                    | Biskup wileński Maciej                                                                        | 1                                |
| Maciej Małysa                    | Stanisław Roy z Kobylnik, podskarbi i kanclerz królowej Zofii Holszańskiej, kanonik krakowski | 1                                |
| Wojciech Billip                  | Arcybiskup Wincenty Kot, Prymas Polski                                                        | 1                                |
| Grzegorz Gadziomski              | Arcybiskup Jan Sprowski, Prymas Polski                                                        | 1                                |
| Wojciech Kalarus                 | Inkwizytor Eckhart                                                                            | 1                                |
| Wilno                            |                                                                                               |                                  |
| Lech Dyblik                      | guślarz Krywe                                                                                 | 1                                |
| Marcin Rogoziński                | Opanasz                                                                                       | 1                                |
| Dariusz Siastacz                 | bojar Borys, ojciec Iwy                                                                       | 1                                |
| Patrycja Łobodzińska             | Iwa, córka Borysa wysłana na dwór Kazimierza Jagiellończyka                                   | 1                                |
| Robert Gulaczyk                  | Fedor                                                                                         | 1                                |
| Ziemowit Wasielewski             | Jan Gasztołd, wojewoda wileński i trocki                                                      | 1                                |
| Jakub Reizer                     | Jerzy Semenowicz Holszański                                                                   | 1                                |
| Mikołaj Bartosiewicz             | Jurgis                                                                                        | 1                                |
| Adam Sułek                       | Olgierd                                                                                       | 1                                |
| Szymon Rząca                     | bojar Iwan                                                                                    | 1                                |

### Dwórki i służące
| Aktor            | Rola i opis                                                               | Seria |
| ---------------- | ------------------------------------------------------------------------- | ----- |
| Klara Williams   | Olga, dwórka i przyjaciółka Królowej Zofii                                | 1     |
| Monika Cieciora  | Dorota z Rytwian, siostra Dziersława z Rytwian, żona Mszczuja ze Skrzynna | 1     |
| Aleksandra Justa | ochmistrzyni Katarzyna Karska                                             | 1     |
| Kinga Dąbrowska  | Jadwiga Melsztyńska, żona Andrzeja Tęczyńskiego                           | 1     |
| Zofia Kulesza    | Klara, osierocona dziewczynka przygarnięta przez Królową Zofię            | 1     |
| Maja Kowalska    | Klara, osierocona dziewczynka przygarnięta przez Królową Zofię            | 1     |
| Klaudia Kulinicz | Służka Marta                                                              | 1     |
| Magdalena Łoś    | Służka Hanka                                                              | 1     |
| Katarzyna Hołub  | Barbara                                                                   | 1     |

### Mieszkańcy Krakowa i inni bohaterowie
| Aktor                   | Rola i opis                                  | Seria |
| ----------------------- | -------------------------------------------- | ----- |
| Grzegorz Szypka         | rzeźnik krakowski Stach                      | 1     |
| Malwina Dubowska        | Jagna, córka Nieradki i Jurgi, wnuczka Lecha | 1     |
| Iwona Katarzyna Pawlak  | Zielarka Greta                               | 1     |
| Anna Oberc              | Katka                                        | 1     |
| Janusz Klimaszewski     | garncarz Michał                              | 1     |
| Izabela Bujniewicz      | Bogna, żona garncarza Michała                | 1     |
| Adam Zdrójkowski        | Gromek                                       | 1     |
| Jakub Zdrójkowski       | Hynek                                        | 1     |
| Renata Gosławska        | Niemira                                      | 1     |
| Monika Łabędź           | Katarzyna Skrzyńska, przywódczyni zbójców    | 1     |
| Karol Wróblewski        | Włodek Skrzyński ze Skrzynna                 | 1     |
| Marcin Bikowski         | Przemek                                      | 1     |
| Hanna Zbyryt            | Gertruda, żona Johanna                       | 1     |
| Wojciech Błach          | krawiec Johann, mąż Gertrudy                 | 1     |
| Bartłomiej Nowosielski  | Klemens, ojciec Miłki                        | 1     |
| Piotr Miazga            | Nawoj                                        | 1     |
| Magdalena Żak           | Miłka, córka Klemensa                        | 1     |
| Jacek Tyszkiewicz       | Paweł, syn Johanna i Gertrudy                | 1     |
| Jan Wieteska            | sługa Fedko                                  | 1     |
| Kacper Lech             | Jarosław                                     | 1     |
| Kamil Drężek            | Honzik                                       | 1     |
| Krzysztof Artur Janczar | rajca Warcaba                                | 1     |
| Michał Barczak          | Zbylut                                       | 1     |
| GrzegorzFeluś           | Ślepiec                                      | 1     |

### Monarchowie, Krzyżacy i arystokracja z innych krajów oraz ich służba
| Aktor                | Rola i opis                                       | Seria |       |
| Węgry                | Węgry                                             | Węgry | Węgry |
| -------------------- | ------------------------------------------------- | ----- | ----- |
| Beata Wojtan         | królowa węgierska Elżbieta Luksemburska           | 1     |       |
| Magdalena Różańska   | Helena Kottanerin, dwórka Elżbiety Luksemburskiej | 1     |       |
| Wojciech Świeściak   | Ulryk II Cylejski                                 | 1     |       |
| Igor Kowalik         | Istvan                                            | 1     |       |
| Dariusz Bereski      | János Hunyady, wódz węgierski                     | 1     |       |
| Wojciech Skibiński   | Konrad von Erlichshausen, wielki mistrz krzyżacki | 1     |       |
| Tomasz Borkowski     | Ludwig von Erlichshausen, wielki mistrz krzyżacki | 1     |       |
| Michał Ochocki       | Rudolf, rycerz krzyżacki                          | 1     |       |
| Paweł Ławrynowicz    | Jan Bażyński, pruski szlachcic                    | 1     |       |
| Aleksandar Milićević | Gabriel Bażyński, pruski szlachcic                | 1     |       |

## Tytuły odcinków
Podane w tabeli daty odnoszą się do pierwszej emisji telewizyjnej odcinka – nie uwzględniono prapremier dostępnych w serwisie VOD nadawcy.
| Nr odcinka | Data pierwszej emisji telewizyjnej | Tytuł odcinka               |
| ---------- | ---------------------------------- | --------------------------- |
| 1          | 18 grudnia 2024                    | Rozstanie                   |
| 2          | 19 grudnia 2024                    | Zły znak                    |
| 3          | 8 stycznia 2025                    | Między Budą a Wilnem        |
| 4          | 9 stycznia 2025                    | Wielki Książę Litwy         |
| 5          | 10 stycznia 2025                   | Korona mistyczna            |
| 6          | 14 stycznia 2025                   | Niech żyje król             |
| 7          | 15 stycznia 2025                   | Nareszcie razem             |
| 8          | 16 stycznia 2025                   | Kochankowie                 |
| 9          | 17 stycznia 2025                   | Na pomoc królowi            |
| 10         | 21 stycznia 2025                   | Tęsknota                    |
| 11         | 22 stycznia 2025                   | Miła pani Włodkowa          |
| 12         | 23 stycznia 2025                   | Gorączka                    |
| 13         | 24 stycznia 2025                   | Gronostaje                  |
| 14         | 28 stycznia 2025                   | Będzie wojna                |
| 15         | 29 stycznia 2025                   | Porwanie                    |
| 16         | 30 stycznia 2025                   | Zaginione                   |
| 17         | 31 stycznia 2025                   | Ucieczka                    |
| 18         | 4 lutego 2025                      | Wieści                      |
| 19         | 5 lutego 2025                      | Przepowiednia               |
| 20         | 6 lutego 2025                      | Oblężenie Sofii             |
| 21         | 7 lutego 2025                      | Ocalona                     |
| 22         | 11 lutego 2025                     | Oczekiwanie                 |
| 23         | 12 lutego 2025                     | Powstrzymać legata          |
| 24         | 13 lutego 2025                     | Czarna dama                 |
| 25         | 14 lutego 2025                     | Złamana przysięga           |
| 26         | 18 lutego 2025                     | Horoskop                    |
| 27         | 19 lutego 2025                     | Nieposłuszni synowie        |
| 28         | 20 lutego 2025                     | Nad Brzegiem Dunaju         |
| 29         | 21 lutego 2025                     | Ostatni list                |
| 30         | 25 lutego 2025                     | Wielkie nadzieje            |
| 31         | 26 lutego 2025                     | Gniew Boży                  |
| 32         | 27 lutego 2025                     | Gdzie jest król?            |
| 33         | 28 lutego 2025                     | Trucizna                    |
| 34         | 4 marca 2025                       | Zbrodnicze plany            |
| 35         | 5 marca 2025                       | Śmierć zdrajcy              |
| 36         | 6 marca 2025                       | Wygnana                     |
| 37         | 7 marca 2025                       | Trudna decyzja              |
| 38         | 11 marca 2025                      | Zaproszenie na tron         |
| 39         | 12 marca 2025                      | Nieślubny syn               |
| 40         | 13 marca 2025                      | Nieszczęśliwi kochankowie   |
| 41         | 14 marca 2025                      | Gość z zaświatów            |
| 42         | 18 marca 2025                      | Powrót Mszczuja             |
| 43         | 19 marca 2025                      | Spotkanie z synem           |
| 44         | 20 marca 2025                      | Uprowadzeni                 |
| 45         | 25 marca 2025                      | Osaczony                    |
| 46         | 26 marca 2025                      | Zamach                      |
| 47         | 27 marca 2025                      | Wjazd do Krakowa            |
| 48         | 28 marca 2025                      | Fałszywy król               |
| 49         | 1 kwietnia 2025                    | Koronacja                   |
| 50         | 2 kwietnia 2025                    | Tajemnice                   |
| 51         | 3 kwietnia 2025                    | Buntownicy                  |
| 52         | 4 kwietnia 2025                    | Plotka                      |
| 53         | 8 kwietnia 2025                    | Powrót do gry               |
| 54         | 9 kwietnia 2025                    | Szpiedzy                    |
| 55         | 10 kwietnia 2024                   | Miłosny trójkąt             |
| 56         | 15 kwietnia 2024                   | Oryginalny podarek          |
| 57         | 16 kwietnia 2025                   | Szpieg na dworze            |
| 58         | 17 kwietnia 2025                   | Eliksir młodości            |
| 59         | 18 kwietnia 2025                   | Kto ukradł cudowny eliksir? |
| 60         | 22 kwietnia 2025                   | Tatarzy najeżdżają Litwę    |
| 61         | 23 kwietnia 2025                   | Odnaleziony                 |
| 62         | 24 kwietnia 2025                   | Zbójcy                      |
| 63         | 25 kwietnia 2025                   | W potrzasku                 |
| 64         | 29 kwietnia 2025                   | Cudowne zmartwychwstanie    |
| 65         | 30 kwietnia 2025                   | Inkwizytor                  |
| 66         | 1 maja 2025                        | Kto zabił garncarza?        |
| 67         | 2 maja 2025                        | Manuskrypt alchemika        |
| 68         | 6 maja 2025                        | Operacja                    |
| 69         | 7 maja 2025                        | Pożegnanie                  |
| 70         | 8 maja 2025                        | Nawoj bohaterem             |
| 71         | 9 maja 2025                        | Powrót Klary                |
| 72         | 13 maja 2025                       | Katarzyna Włodkowa ucieka   |
| 73         | 14 maja 2025                       | Zdrada                      |
| 74         | 15 maja 2025                       | Król kontra kardynał        |
| 75         | 16 maja 2025                       | Bażyński w opałach          |
| 76         | 20 maja 2025                       | Posłowie                    |
| 77         | 21 maja 2025                       | Sąd nad Włodkową            |
| 78         | 22 maja 2025                       | Narzeczona u bram           |
| 79         | 27 maja 2025                       | Elżbieta w Krakowie         |
| 80 (finał) | 28 maja 2025                       | Ślub i wojna                |